# Élections au Tchad
Cette page donne des informations sur les élections et les résultats électoraux au Tchad.
- Élections au niveau national :
  - élection présidentielle (mandat de 5 ans) ;
  - élections législatives (mandat de 4 ans, 188 députés).

- Élections au niveau local (collectivités territoriales décentralisées) :
  - la région pour les élections régionales :
  - le département pour les élections départementales ;
  - la commune pour les élections municipales ;
  - la communauté rurales pour les élections rurales.

## Système électoral
Le Commission électorale nationale indépendante est responsable de l'organisation des élections et de leur supervision.
En 2015, il a été instauré dans le cadre des élections un système de recensement biométrique. Les électeurs seront enrôlés grâce aux kits électroniques.

## Dernières élections
- Élection présidentielle tchadienne de 1996
- Élections législatives tchadiennes de 1996
- Élection présidentielle tchadienne de 2001
- Élections législatives tchadiennes de 2002
- Élection présidentielle tchadienne de 2006
- Élection présidentielle tchadienne de 2011
- Élections législatives tchadiennes de 2011
- Élections municipales tchadiennes de 2012
- Élection présidentielle tchadienne de 2016
- Élection présidentielle tchadienne de 2021
- Élection présidentielle tchadienne de 2024
- Élections législatives tchadiennes de 2024

Le renouvellement de l'Assemblée, prévu depuis 2015, a une nouvelle fois, en 2017, été reporté par manque des moyens : « En période de vache maigre, on ne peut rien faire », a déclaré le président de la Transition, Idriss Déby. Les élections se tiendront « peut-être en 2019 » selon lui. La Ligue tchadienne des droits de l'homme (LTDH) a dénoncé cette décision, considérant que « le pouvoir est allé très loin dans sa remise en cause de la démocratie au Tchad ».